# Spoof Movie
Pour plus de détails, voir Fiche technique et Distribution.
Spoof Movie (Don't Be a Menace to South Central While Drinking Your Juice in the Hood) est une comédie américaine réalisée par Paris Barclay, sortie en 1996. 
Le film sort en salles en France en 2001 après le succès de Scary Movie.

## Synopsis
À vingt ans, Cendar n'est plus un enfant et pour qu'il devienne enfin un adulte, sa mère décide de le renvoyer auprès de son père (qui n'a que deux ans de plus que lui). À son arrivée à South Central, Cendar se met à la recherche de ses anciens camarades, son cousin « Loc Dog », « Pattes Folles », paralysé mais pas manchot, et « Preach », un farouche activiste noir. Tous les quatre se rendent à une fête organisée pour célébrer la libération de « Cure Dent », un excité de la gâchette. C'est là que Cendar fait la connaissance de Dashiki, une jeune femme très séduisante et mère célibataire d'une ribambelle d'enfants de pères différents. Avant que « Loc Dog » ait pu l'avertir du danger, le joyeux drille tombe fou amoureux d'elle.

## Fiche technique
- Titre : Spoof Movie
- Titre original : Don't Be a Menace to South Central While Drinking Your Juice in the Hood
- Réalisation : Paris Barclay
- Scénario : Shawn Wayans, Marlon Wayans et Phil Beauman
- Photographie : Russ Brandt
- Montage : Marshall Harvey et William Young
- Musique : John Barnes (en)
- Production : Eric L. Gold et Keenen Ivory Wayans
- Format : couleur — 1,85:1 — Dolby SR
- Genre : comédie
- Dates de sortie :
  - États-Unis : 12 janvier 1996
  - France : 21 novembre 2001

## Distribution
Note : Le film a été redoublé en 2022 par Netflix. Le second doublage, enregistré en Belgique, est représenté ci-dessous par le sigle VFB.
- Shawn Wayans (VF : Pascal Légitimus ; VFB : Pierre Lognay) : Cendar (Ashtray en VO)
- Marlon Wayans (VF : Lucien Jean-Baptiste ; VFB : Nicolas Matthys) : Loc Dog
- Tracey Cherelle Jones (VF : Annie Milon ; VFB : Sophie Pyronnet) : Dashiki
- Lahmard Tate (VF : Bruno Dubernat ; VFB : Maxime Van Santfoort) : le père de Cendar
- Darrel Heath (VF : Christophe Lemoine ; VFB : Pierre Le Bec) : Cure-dents (Toothpick en VO)
- Chris Spencer (VF : Christophe Peyroux ; VFB : Maxime Donnay) : Preach
- Suli McCullough (VFB : Thibaut Delmotte) : Pattes Folles (Crazy Legs en VO)
- Helen Martin (VFB : Léonce Wapelhorst) : Grand-mère
- Vivica A. Fox (VF : Émilie Benoît ; VFB : Claire Tefnin) : la mère de Cendar
- Virginia Watson (VFB : Fabienne Loriaux) : la mère de Loc Dog
- Antonio Fargas (VF : Greg Germain ; VFB: Alain Eloy) : l'ancien
- LaWanda Page : la mère de l'ancien
- Omar Epps : Malik
- Bernie Mac : l'officier de police haineux
- Kim Wayans (VFB : Cécile Florin) : Mme Johnson
- Keenen Ivory Wayans : le facteur
- Lester Barrie (VFB : Olivier Prémel) : Preacher
- Alex Thomas (VFB : Jonathan Simon) : Al Dog